# Котовник копетдагский
Котовник копетдагский (лат. Nepeta kopetdaghensis) — вид многолетних травянистых растений рода Котовник (Nepeta) семейства Яснотковые (Lamiaceae).
Химический состав изучен недостаточно. Растение содержит эфирное масло неизвестного химического состава. Все надземные части растения обладают приятным запахом и горьковатым вкусом. При сушке вкус сохраняется, а запах становится значительно слабее.
Надземную часть до плодоношения можно рекомендовать как пряность в кулинарии.

## Распространение и экология
Встречается в горной зоне центрального Копетдага.
Произрастает в степных и луговых ценозах.

## Ботаническое описание
Многолетнее растение высотой 20—65 см с толстым корневищем.
Стебель острочетырехгранный, более или менее густо опушенный короткими курчавыми волосками.
Листья жёлто-зелёные, тонкие, снизу большей частью с тонкими жилками, нижние продолговато-яйцевидные, тупые, городчатые, остальные ланцетные.
Соцветие рыхлое, метельчатое. Цветки синие.
Плод — орешек.
Цветёт в мае—июне. Плоды созревают во второй половине июня.

## Таксономия
Вид Котовник копетдагский входит в род Котовник (Nepeta) подсемейство Котовниковые (Nepetoideae) семейства Яснотковые (Lamiaceae) порядка Ясноткоцветные (Lamiales).
|  |                                      |  |                                                             |                                                             |                      |  | ещё 21 семейство (согласно Системе APG II) | ещё 21 семейство (согласно Системе APG II) |                           |  |  |  | ещё 81 род          | ещё 81 род                |  |  |
|  |                                      |  |                                                             |                                                             |                      |  | ещё 21 семейство (согласно Системе APG II) | ещё 21 семейство (согласно Системе APG II) |                           |  |  |  | ещё 81 род          | ещё 81 род                |  |  |
|  |                                      |  |                                                             | порядок Ясноткоцветные                                      |                      |  |                                            |                                            | подсемейство Котовниковые |  |  |  |                     | вид Котовник копетдагский |  |  |
|  |                                      |  |                                                             | порядок Ясноткоцветные                                      |                      |  |                                            |                                            | подсемейство Котовниковые |  |  |  |                     | вид Котовник копетдагский |  |  |
|  | отдел Цветковые, или Покрытосеменные |  |                                                             |                                                             | семейство Яснотковые |  |                                            |                                            | род Котовник              |  |  |  |                     |                           |  |  |
|  | отдел Цветковые, или Покрытосеменные |  |                                                             |                                                             |                      |  |                                            |                                            |                           |  |  |  |                     |                           |  |  |
|  |                                      |  | ещё 44 порядка цветковых растений (согласно Системе APG II) | ещё 44 порядка цветковых растений (согласно Системе APG II) |                      |  |                                            | ещё 7 подсемейств                          | ещё 7 подсемейств         |  |  |  | ещё около 250 видов |                           |  |  |
|  |                                      |  |                                                             | ещё 44 порядка цветковых растений (согласно Системе APG II) |                      |  |                                            |                                            | ещё 7 подсемейств         |  |  |  |                     |                           |  |  |